# 海底火山

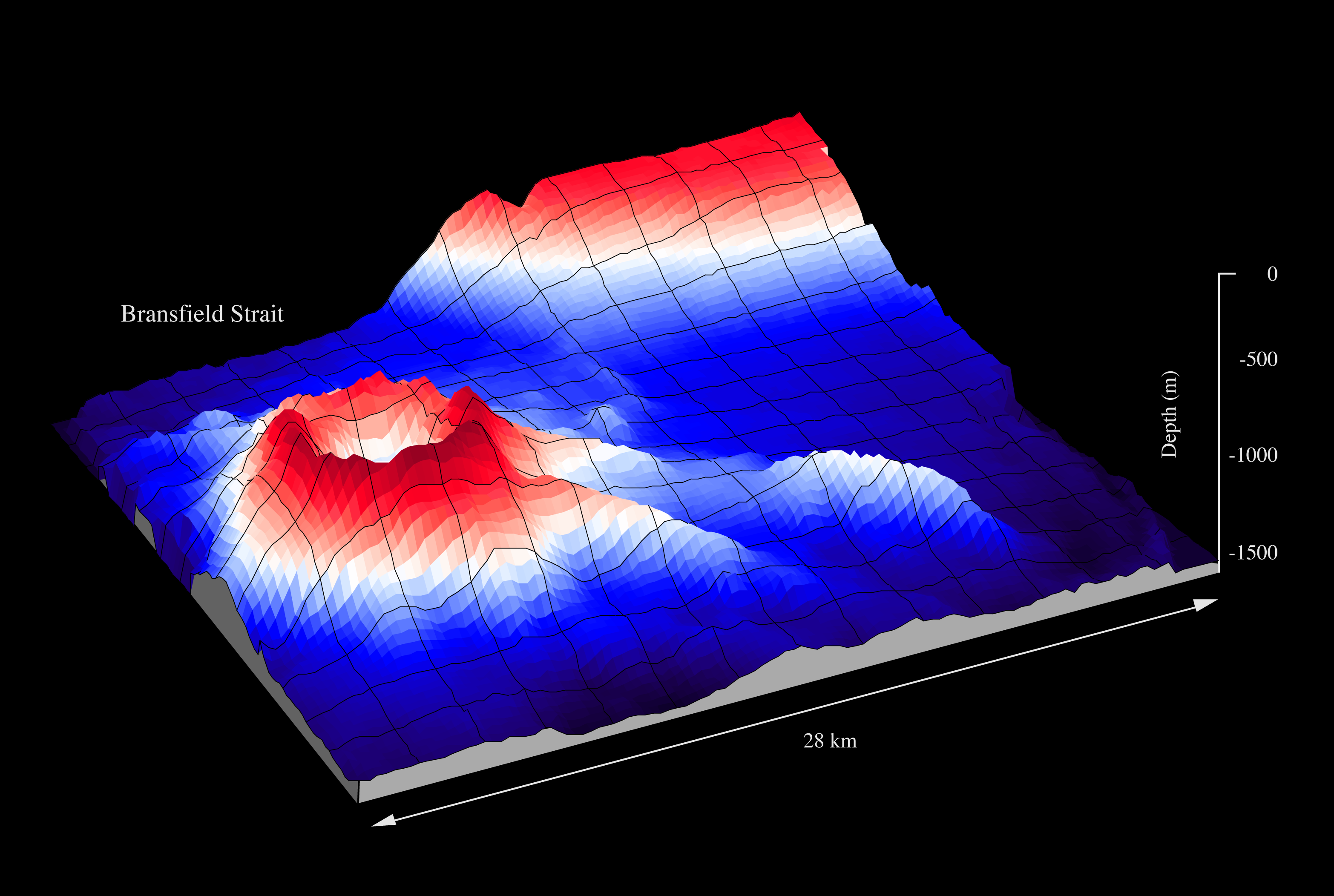
ソナー観測による南極ブランスフィールド海峡の海底火山の立体図

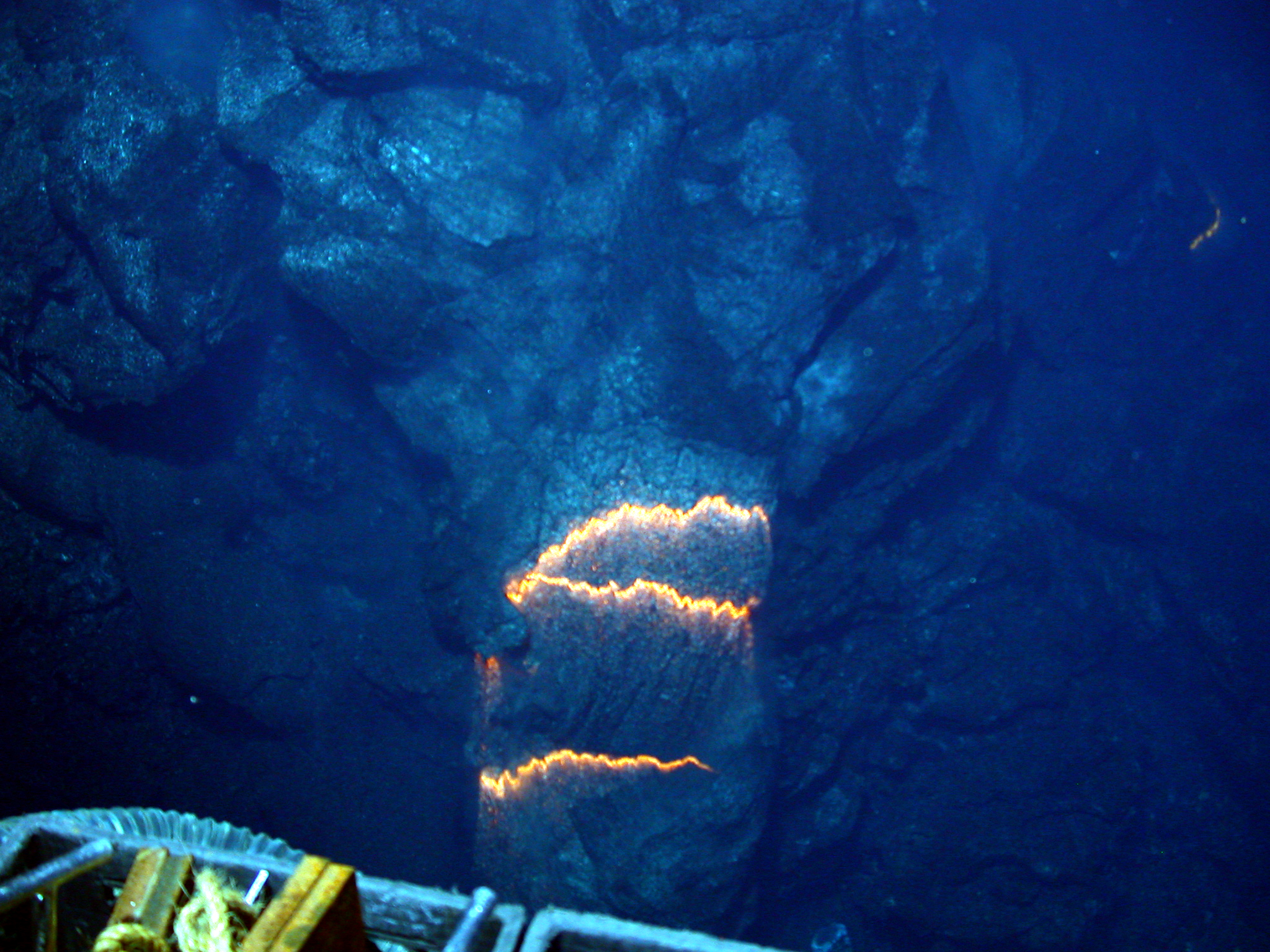
海底から噴出するマグマ。

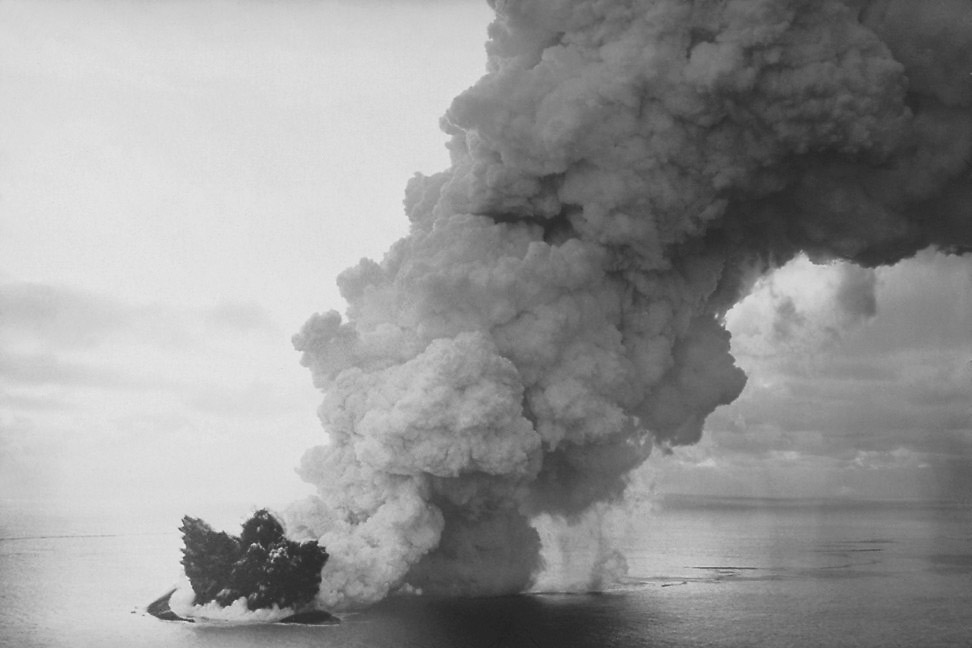
1963年、スルツェイ島の噴火。海底噴火により新島を形成した。

スルツェイ式噴火： 1 水蒸気の雲; 2 火山灰（Cupressoid ash）; 3 クレーター; 4 水; 5 溶岩と火山灰の層; 6 地層; 7 火道管; 8 マグマ溜り; 9 岩脈

海底噴火 : 1.水蒸気の雲, 2.水, 3.地層, 4.溶岩流, 5.火道管, 6.マグマ溜り, 7.岩脈, 8.枕状溶岩

海底火山（かいていかざん、英: submarine volcano）は、海底に存在する火山。

## 概要
陸上にある火山と同じだが、周りに大量の海水が存在し、その高い水圧がかかるため、陸上の火山と比べると噴火規模は小さい。ただし比較的浅い場所で噴火した場合は、水及び水圧による抑制がきかないため、陸上火山と同規模の噴火を起こす。また、海水がマグマにふれて一瞬にして気化することによりマグマ水蒸気爆発が起きることがある（スルツェイ式噴火）。
噴火活動が盛んな場合は、山頂が海面から露出して火山島を形成する場合がある。ハワイ諸島ももともとは、ホットスポット上に生まれた海底火山であった。過去に現在のハワイの緯度で活動した海底火山や火山島は太平洋プレートの移動により北西方向、つまりカムチャツカ半島の方向へ移動しつつ水没し、ハワイ海山群や天皇海山群を形成している。
海上には基本的に人はいないため直接被害は少ないが、まれに通りかかった船舶・航空機が被災する場合があるほか、津波が発生することもある。熱水により生息域の水温が上昇したり、噴出物により環境が変化したりして、魚類や藻類に影響がでることもある。
海底火山と火山島とを総称して、海域火山と呼ぶ。

## 主な海底活火山

### 太平洋
日本
- 伊豆東部火山群海域部
  - 手石海丘

- 大室ダシ
- 明神海丘
- ベヨネーズ海丘
- 明神礁 - 1952年に噴火、観測中の海上保安官31名全員が殉職
- スミスカルデラ
- 孀婦岩
- 水曜海山
- 木曜海山
- 西之島
- 海形海山
- 海徳海山 - 北硫黄島から北北西80km
- 噴火浅根 - 北硫黄島の北ノ岬の西方約5km
- 海勢西の場
- 海神海丘
- 北福徳堆
- 福徳岡ノ場
- 南日吉海山
- 日光海山
- 若尊
- 鬼界カルデラ
- 悪石島
- 小宝島
- 第一奄美海丘
- 南奄西海丘
- 伊平屋海凹北部海丘
- 伊是名海穴
- 鳩間海丘
- 西表海底火山
- 第四与那国海丘

日本国外
 北マリアナ諸島
- 福神海山
- 春日海山
- 南春日海山
- 北西永福海山
- 大黒海山
- アヒ海山
- サプライ・リーフ
- マウグ島
- ジーランディア礁
- 東ディアマンテ海山
- ルビー海山
- エスメラルダ礁
- 北西ロタ海山
- フォアキャスト海山
- 海山X

南シナ海
- en:Ile des Cendres
- en:Veteran

ハワイ諸島
- ロイヒ

### インド洋
インドネシア
- クラカタウ

### 大西洋
イタリア
- マルシリ海山

ギリシャ
- サントリーニ島 - 紀元前17世紀に海底火山が噴火し、現在の三日月形のサントリーニ島ができた。（ミノア噴火）

アイスランド
- スルツェイ島
- ニョルズル海山

サウスサンドウィッチ諸島
- プロテクターショアル海底火山

トンガ
- トンガ諸島（フンガ・トンガ）